# See (serie televisiva)
See è una serie televisiva statunitense creata da Steven Knight.
La serie viene distribuita a livello internazionale sulla piattaforma Apple TV+ dal 1º novembre 2019, contestualmente al lancio del servizio streaming.
Il 27 agosto 2021 viene trasmessa a livello globale la seconda stagione della serie.
Nel giugno 2022 è stato annunciato che la terza stagione avrebbe concluso la serie. La stagione ha debuttato il 26 agosto seguente.

## Trama
Nel 21º secolo l'umanità è stata decimata da una epidemia causata da un virus, tanto che sull'intero pianeta sono sopravvissuti non più di 2 milioni di persone. Questi sono diventati ciechi (anche a livello genetico) e nell'arco di qualche secolo la Terra è ormai popolata da soli non vedenti, tornati a vivere in uno stato primitivo e tribale. Un giorno (dopo circa 500 anni) compare un uomo, Jerlamarel, con la capacità di vedere. Ma la vista è considerata un'eresia e chiunque abbia il dono della vista o anche semplicemente ne parli è considerato un eretico e ucciso dai cacciatori di streghe comandati da Tamacti Jun.  Un giorno Baba Voss, un capo tribù, soccorre una donna incinta, Maghra, e decide di sposarla e crescere i figli come suoi. Nascono due gemelli, figli biologici di Jerlamarel, che sono in grado di vedere, ma la crudele regina Kane decide che devono morire. Inizia così una lotta per la sopravvivenza tra la regina e Baba Voss, che protegge la sua famiglia.

## Episodi
| Stagione         | Episodi | Distribuzione USA | Distribuzione Italia |
| ---------------- | ------- | ----------------- | -------------------- |
| Prima stagione   | 8       | 2019              | 2019                 |
| Seconda stagione | 8       | 2021              | 2021                 |
| Terza stagione   | 8       | 2022              | 2022                 |

## Promozione
Il trailer ufficiale è stato distribuito il 10 settembre 2019.
Il 10 giugno 2021 è stato pubblicato un teaser della seconda stagione, uscita in tutto il mondo il 27 agosto 2021 sulla piattaforma Apple TV+.

## Riconoscimenti
- 2022 – Premio Emmy[5]
  - Candidatura per i migliori effetti speciali in un singolo episodio per Dormi bene